# Рождествено (Кашинский район)
Рождествено — деревня в Кашинском городском округе Тверской области.

## География
Деревня находится в 15 км на восток от города Кашина.

## История
Село Рождествено с деревянно церковью Рождества Христова упоминается в Кашинской Писцовой книге 1628-29 годов за Андреем да братом его Григорием Ивановыми детьми Боскакова.
В 1780 году в селе была построена деревянная Христорождественская церковь с 2 престолами.
В конце XIX — начале XX века село входило в состав Фроловской волости Калязинского уезда Тверской губернии. 
С 1929 года деревня входила в состав Введенского сельсовета Кашинского района Кимрского округа Московской области, с 1935 года — в составе Калининской области, с 1994 года — в составе Введенского сельского округа, с 2005 года — в составе Фарафоновского сельского поселения, с 2018 года — в составе Кашинского городского округа.

## Население
| 1859 | 1888 | 2002 | 2010 |
| ---- | ---- | ---- | ---- |
| 315  | ↘304 | ↘23  | ↘20  |

## Достопримечательности
В деревне расположена недействующая деревянная Церковь Рождества Христова (1780)